# Сузна кост
Сузна кост  (лат. os lacrimale) је парна кост лица, која учествује у изградњи очне и носне дупље. Четвороугаоног је облика, па се на њој описују две стране (спољашња и унутрашња) и четири ивице (предња, задња, горња и доња).
Спољашња или орбитална страна (лат. facies orbitalis) је помоћу задњег сузног гребена подељена на предњи и задњи део. Предњи део је удубљен и гради тзв. сузни жлеб (лат. sulcus lacrimalis), који са жлебом чеоног наставка горње вилице гради јаму сузне кесице. Понекад се од овог жлеба надоле пружа кукасти наставак (лат. hamulus lacrimalis). Сузна кост се једним делом испод овог наставка зглобљава са горњом вилицом и доњом носном шкољком, и са њима образује сузно-носни канал. Преко овог канала сузе доспевају у носну дупљу.
Унутрашња или носна страна (лат. facies nasalis) учествује у изградњи спољашњег зида носне дупље.
Предња ивица сузне кости се спаја са чеоним наставком горње вилице (лат. sutura lacrimomaxillaris), задња ивица се зглобљава са ситастом кости, горња ивица се зглобљава са чеоном кости (лат. sutura frontolacrimalis), а доња ивица се спаја са доњом носном шкољком и горњом вилицом.